# Moana Pozzi
Anna Moana Rosa Pozzi, znana bardziej jako Moana (ur. 27 kwietnia 1961 w Genui, zm. 15 września 1994 w Lyonie) – włoska aktorka filmów pornograficznych. Występowała także pod pseudonimem Linda Heveret. Miała 178 cm wzrostu, a jej piersi były naturalnej wielkości 5 (bez zabiegu). Obok Ciccioliny była jedną z najpopularniejszych włoskich aktorek filmów pornograficznych w latach 80. i 90. XX wieku.

## Życiorys

### Wczesne lata
Urodziła się i dorastała w rzymskokatolickiej rodzinie w Genui w regionie Ligurii jako córka inżyniera jądrowego Alfreda Pozzi i gospodyni domowej Rosanny, która powierzyła swoje wykształcenie instytucji religijnej prowadzonej przez zakonnice. Jej rodzice wybrali jej imię oglądając mapę geograficzną Hawajów. Moana to nazwa wyspy Hawajów i Polinezji w dialekcie oznacza miejsce, gdzie morze jest głębsze. Miała młodszą siostrę Marię 'Mimę' Tamiko (ur. 1 czerwca 1963), która została także aktorką porno pod pseudonimem Baby Pozzi.
Jej ojciec jako naukowiec zwykł poruszać po całym niemal świecie z rodziną. Jako nastolatka, Moana mieszkała z rodziną w Kanadzie, a następnie w Brazylii. W wieku trzynastu lat, w 1974 roku, Moana powróciła z rodziną do Włoch, gdzie ukończyła szkołę średnią. Kiedy rodzina musiała ponownie przenieść się do Lyonu we Francji, Moana mając dziewiętnaście lat zdecydowała się rozpocząć samodzielne życie w Rzymie.

### Kariera
W Rzymie Pozzi zaczęła pracować jako modelka i studiowała aktorstwo. Wzięła udział w konkursie Miss Włoch, ale okazało się, że było to doświadczenie nudne i bezsensowne, a więc zdecydowała się pozować nago dla malarzy i fotografów. Debiutowała na ekranie w komedii erotycznej Towarzysz podróży (La compagna di viaggio, 1980) jako modelka Francesca. Czasem występowała w reklamach telewizyjnych lub w filmach komediowych. Była związana z Bettino Craxi, politykiem i premierem Włoch w latach 1983–1987. Dzięki jego interwencji, dostała pracę w programie rozrywkowym dla dzieci kanału RAI. Po raz pierwszy pojawiła się na ekranie w filmie hardcore Valentina, dziewczyna w gorączce (Valentina, ragazza in calore, 1981). Miał miejsce skandal, ponieważ w tym samym czasie, gdy film trafił do kin, Moana Pozzi nadal pracowała w telewizji dla dzieci. Zaprzeczyła, że jest tą samą osobą, ale została zawieszona. Powróciła na mały ekran jako Rossana w miniserialu komediowym Rai 1 A życie toczy się dalej... (...e la vita continua, 1984) w reż. Dino Risiego z Virną Lisi i Sylvą Kosciną. W 1985 roku Federico Fellini zaangażował ją do swojego filmu Ginger i Fred (Ginger e Fred).
W 1986 roku poznała Riccardo Schicchi, przedsiębiorcę, menadżera Diva Futura i reżysera agencji gwiazd porno takich jak Cicciolina. Jej pierwszy filmem, w którym użyła swojego prawdziwego nazwiska po raz pierwszy była Fantastyczna Moana (Fantastica Moana, 1987). Wystąpiła też w takich produkcjach jak Rozkosz (Piaceri, 1987), Moana skandalistka (Moana la scandolosa, 1987) i Moana, piękność dnia (Moana, la bella di giorno, 1987). Ponadto w Teatro delle Muse w Rzymie obok Ciccioliny brała udział w spektaklu erotycznym Pyszne krzywe (Curve deliziose, 1986) w scenach nagości i masturbacji. Spowodowało to skandal i oskarżenia o skandaliczne nieprzyzwoitości.
Z czasem stała się znana z występów w produkcjach hardcore i wkrótce przyćmiła popularność Ciccioliny we Włoszech. W tym samym czasie Cicciolina realizowała karierę polityczną w parlamencie włoskim. Występy Pozzi w telewizji również były przyczyną skandalu. W programie Matrjoska, którego producentem był Antonio Ricci, pojawiała się na scenie kompletnie naga lub ubrana w przezroczystą plastikową zasłonę. Po raz pierwszy gwiazda porno stała się tak popularna w życiu codziennym. Zainteresowały się nią gazety, trafiała na okładki czasopism.
W 1991 Pozzi opublikowała swoją pierwszą książkę Filozofia Moany (La filosofia di Moana), gdzie wymienionych zostało dwadzieścia znanych osobistości, którzy byli jej kochankami. Lista zawiera aktorów takich jak Robert De Niro, Harvey Keitel, Roberto Benigni i Massimo Troisi, piłkarzy jak Paulo Roberto Falcão i Marco Tardelli, pisarzy, takich jak Luciano De Crescenzo.
W 1992 roku wspólnie z Ciccioliną była współzałożycielką włoskiej Partii Miłości (Partito dell'Amore), której polityczny program obejmował legalizację domów publicznych, lepszą edukację seksualną oraz tworzenie parków "Love". Nikt nie został wybrany, ale jej popularność osiągnęła swój szczyt, a najlepsze włoskie stacje telewizyjna zapraszały ją do studia. W 1993 roku światowej sławy projektant mody Karl Lagerfeld chciał ją mieć na wybiegu. Stała się bohaterką filmów animowanych stworzonych przez włoskiego rysownika Mario Vergera - Moanaland (1994) i Pamiętam Moanę (I Remember Moana, 1995). Również zdobyła specjalne wyróżnienie na Erotic Film Festival w USA.
Zmarła 15 września 1994 roku w klinice w Lyonie. Przyczyną śmierci aktorki był nowotwór wątroby. Miała 33 lata.

## Nagrody i nominacje
| Rok  | Nagroda  | Kategoria                     | Film                                     | Rezultat  |
| ---- | -------- | ----------------------------- | ---------------------------------------- | --------- |
| 1992 | Hot d’Or | Najlepsza aktorka zagraniczna | Inside Napoli 2 / Italie folies 2 (1991) | Nominacja |
| 1993 | Hot d’Or | Najlepsza aktorka europejska  | Luxure à l’italienne 2 (1992)            | Nominacja |
| 1994 | Hot d’Or | Najlepsza aktorka europejska  | Docteur Angelica (1993)                  | Nominacja |

## Wybrana filmografia
| Rok  | Tytuł                                                            | Rola                                                            | Reżyser                      |
| ---- | ---------------------------------------------------------------- | --------------------------------------------------------------- | ---------------------------- |
| 1980 | Towarzysz podróży (La compagna di viaggio)                       | modelka Francesca                                               | Ferdinando Baldi             |
| 1981 | Miracoloni                                                       | barmanka                                                        | Francesco Massaro            |
| 1982 | Borotalco                                                        | naga dziewczyna w basenie                                       | Carlo Verdone                |
| 1982 | W la foca                                                        | dziewczyna w pociągu bez biletu                                 | Nando Cicero                 |
| 1982 | Vieni avanti cretino                                             | towarzyszka w cybernetycznej fabryce (niewymieniona w czołówce) | Luciano Salce                |
| 1982 | Delitto carnale                                                  | w roli samej siebie                                             | Cesare Canevari              |
| 1983 | Fuga dal Bronx                                                   | Juana                                                           | Enzo G. Castellari           |
| 1983 | Paulo Roberto Cotechiño centravanti di sfondamento               | prostytutka                                                     | Nando Cicero                 |
| 1983 | Vacanze di Natale                                                | Luana                                                           | Carlo Vanzina                |
| 1984 | Dagobert (Le bon roi Dagobert)                                   | kurtyzana                                                       | Dino Risi                    |
| 1984 | A tu per tu                                                      | blondynka na jachcie                                            | Sergio Corbucci              |
| 1985 | I pompieri                                                       | Amalia Ruoppolo                                                 | Neri Parenti                 |
| 1985 | Ginger i Fred (Ginger e Fred)                                    | w roli samej siebie (niewymieniona w czołówce)                  | Federico Fellini             |
| 1986 | Doppio misto                                                     | Virginia                                                        | Sergio Martino               |
| 1987 | I vizi segreti degli italiani quando credono di non essere visti | tancerka                                                        | Camillo Teti                 |
| 1988 | Provocazione                                                     | Vanessa Rinaldi                                                 | Piero Vivarelli              |
| 1989 | Ecstasy                                                          | w roli samej siebie                                             | Luca Ronchi                  |
| 1989 | Diva Futura - L'avventura dell'amore                             | w roli samej siebie                                             | Ilona Staller, Arduino Sacco |
| 1992 | Amami                                                            | Anna Venturini                                                  | Bruno Colella                |